# Іллораї
Іллораї (італ. Illorai, сард. Illorai) — муніципалітет в Італії, у регіоні Сардинія,  провінція Сассарі.
Іллораї розташоване на відстані близько 340 км на південний захід від Рима, 130 км на північ від Кальярі, 60 км на південний схід від Сассарі.
Населення — 904 особи (2014).
Щорічний фестиваль відбувається 25 жовтня. Покровитель — San Gavino.

## Демографія
Населення за роками:

Станом на 1 січня 2023 року в муніципалітеті офіційно проживало 6 іноземців з 5 країн, серед них 3 громадяни країн Євросоюзу.

## Сусідні муніципалітети
- Болотана
- Бонорва
- Боттідда
- Бургос
- Еспорлату
- Орані
- Оротеллі